# Raymond Charles Booty

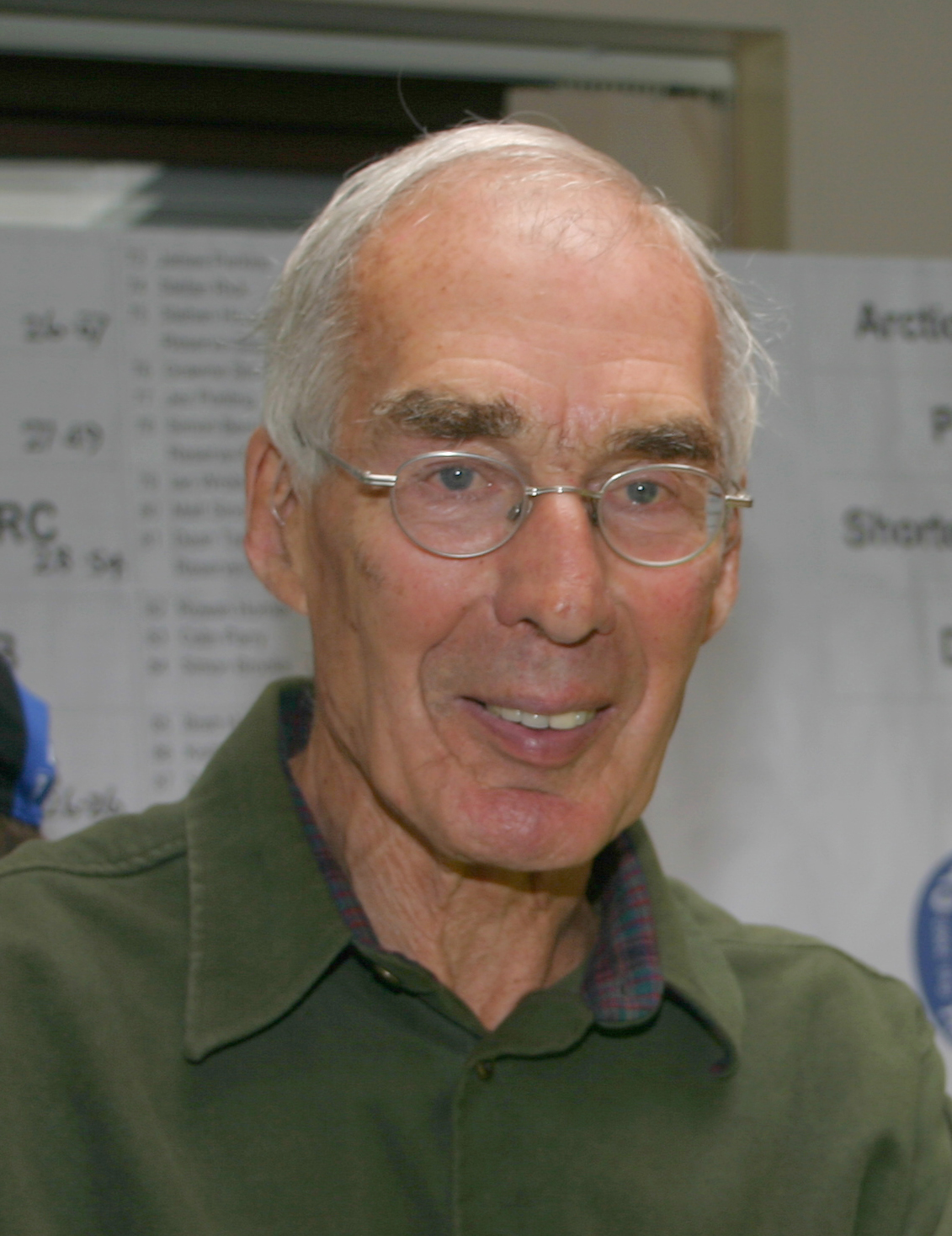
Raymond Charles Booty, 2008

Raymond Charles Booty (* 3. September 1932 in Ipswich; † 25. August 2012 in Derby) war ein britischer Radrennfahrer und nationaler Meister im Radsport.

## Sportliche Laufbahn
„Ray“ Booty (Spitzname „The Boot“) begann im Verein Ericsson Wheelers Cycling Club in Nottingham mit dem Radsport. Von 1955 bis 1959 gewann er in jedem Jahr die britische Zeitfahrmeisterschaft über 160 Kilometer. 1954 bis 1958 siegte er im Titelrennen um die 12-Stunden-Zeitfahrmeisterschaft. Das Markenzeichen des großgewachsenen Fahrers war eine Hornbrille mit dickem Rand. Er galt als durchaus schwierig im Umgang, so lehnte er Angebote ab, auf den Kontinent zu gehen und dort für ein französisches oder belgisches Amateurteam zu starten, weil er sich weder der kontinentalen Lebensart noch einem Teammanager unterwerfen wollte.
Er war der erste Sieger, der die Strecke in einer Zeit unter vier Stunden bewältigte (1956) und hatte 12 Minuten Vorsprung auf den Zweiten des Rennens Stan Brittain. Von 1955 bis 1957 gewann er dreimal den Wettbewerb British Best Allrounder (BBAR), eine Wettkampfserie, die auf der besten Durchschnittsgeschwindigkeiten bei mehreren Zeitfahren über 50 und 100 Meilen und 12 Stunden basiert. Zuvor und auch später belegte er weitere Podiumsplatzierungen.
Booty gewann 1958 als Angehöriger der British Army die Goldmedaille beim Straßenrennen der Commonwealth Games in Cardiff. 1954 gewann er das Manx International, damals das am besten international besetzte Rennen für Amateure in Großbritannien. 1955 nahm er an der Internationalen Friedensfahrt teil, schied jedoch nach einem Sturz aus dem Rennen aus. Im selben Jahr wurde er Neunter im Straßenrennen der UCI-Straßen-Weltmeisterschaften und damit bester Brite. Seine beste Platzierung bei den britischen Meisterschaften im Straßenrennen war der zweite Rang 1960 hinter Brian Kirby.

## Berufliches
Booty war als Elektronikingenieur dann bei Rolls-Royce in Derby tätig und nutzte die tägliche Fahrt zur und von der Arbeit als Teil seines Trainings.